# Walter Kähler

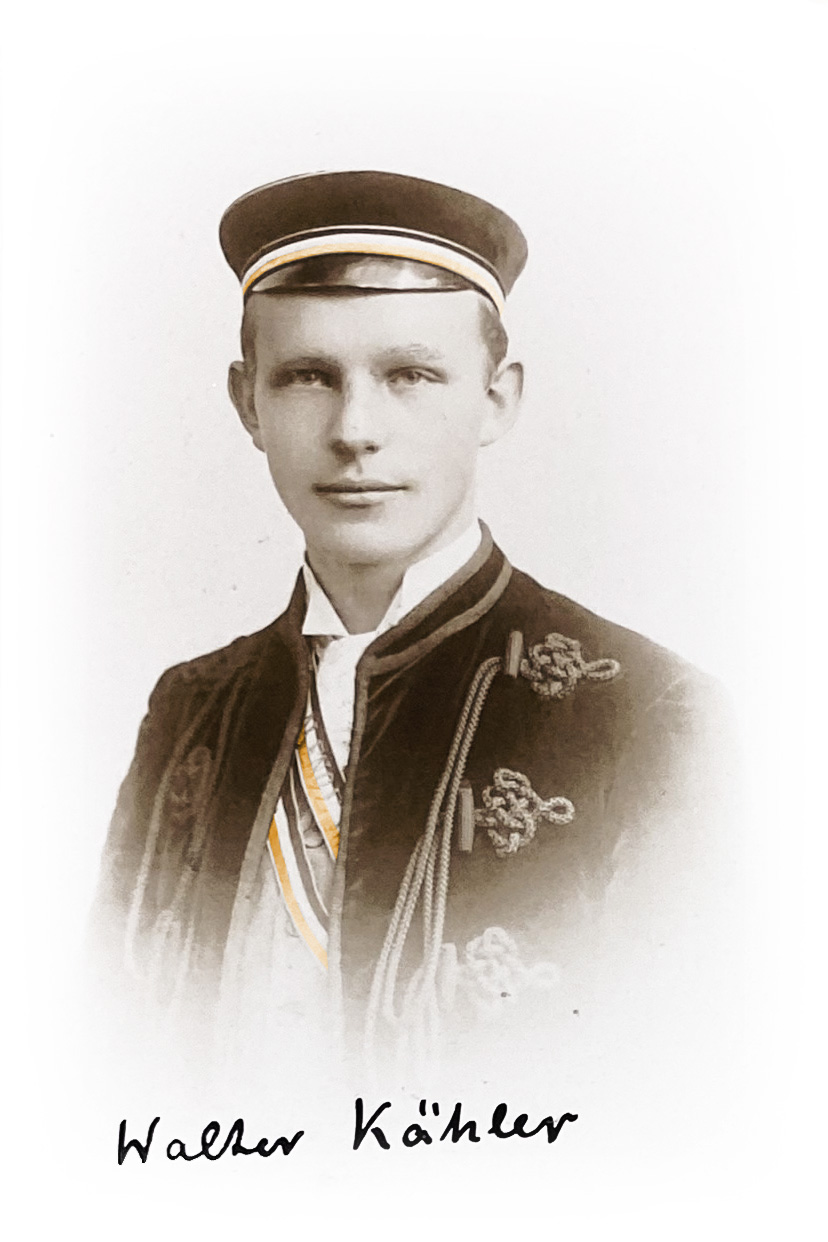
Walter Kähler als Student

Walter Kähler (* 22. März 1877 in Halle (Saale); † 10. August 1955 in Gadderbaum-Bethel, heute Bielefeld) war ein evangelischer Theologe und zuletzt Generalsuperintendent in der Kirchenprovinz Pommern der Evangelischen Kirche der Altpreußischen Union.

## Leben
Walter Kähler, Sohn von Martin Kähler, studierte Theologie in Halle und Greifswald, wo er Mitglied der dortigen Ortsverbindungen des Wingolf wurde. Er war von 1905 bis 1910 Pfarrer an der Zionskirche in Bethel, danach bis 1919 Pfarrer der altstädtischen Gemeinde in Bielefeld und von 1914 bis 1915 Feldprediger. Ab 1905 war er zudem hauptamtlicher Dozent an der Kirchlichen Hochschule Bethel.
Nach dem Krieg war Kähler bis 1923 als Pfarrer in Münster, dort auch nebenamtlicher Konsistorialrat. Danach wurde er 1923 zunächst kommissarisch, dann regulär Generalsuperintendent für den Westsprengel der Kirchenprovinz Pommern. Nach der Machtübernahme durch die Nationalsozialisten 1933 geriet er, der der nationalsozialistischen Kirchenpolitik kritisch gegenüberstand, zunehmend unter Druck. Kurze Zeit war er Wehrkreispfarrer, trat dann aber zurück. Von seinem Amt als Generalsuperintendent wurde er im Juni beurlaubt und trat im August zurück. Seine Aufstellung zur Wahl als Propst für das Bistum Kammin wurde schon im Vorfeld verhindert. Am 1. April 1934 wurde er aufgrund eines Erlasses des den Deutschen Christen zugehörigen Bischofs Karl Thom zwangsweise in den Ruhestand versetzt. Dieser folgte ihm im Amt des Generalsuperintendenten für den Westsprengel nach. In der im Mai 1934 gegründeten Bekennenden Kirche war Kähler von Beginn an aktiv.
Kähler siedelte nach Bethel über, wo er 1955 verstarb.

## Schriften (Auswahl)
- „Gott mit uns!“ Festpredigt, Bielefeld 1913
- (als Hrsg.:) Martin Kähler: Dogmatische Zeitfragen. Alte und neue Ausführungen zur Wissenschaft der christlichen Lehre 3: Zeit und Ewigkeit, Leipzig 1913.
- Ernst von Dryander. Ein Lebens- und Charakterbild, mit drei seiner letzten Predigten und Briefen an die deutsche Kaiserin in Doorn, Berlin 1923.
- Von der Sendung der Kirche, Stettin [1932]
- Martin Kähler, Berlin [1938]